# Chery Arrizo 5
La Chery Arrizo 5 (codice progettuale M19) è una autovettura berlina prodotta dal 2016 dalla casa automobilistica cinese Chery Automobile.
La vettura tra il 2019 e il 2020 è stata venduta con il nome di Chery Arrizo EX.

## Descrizione

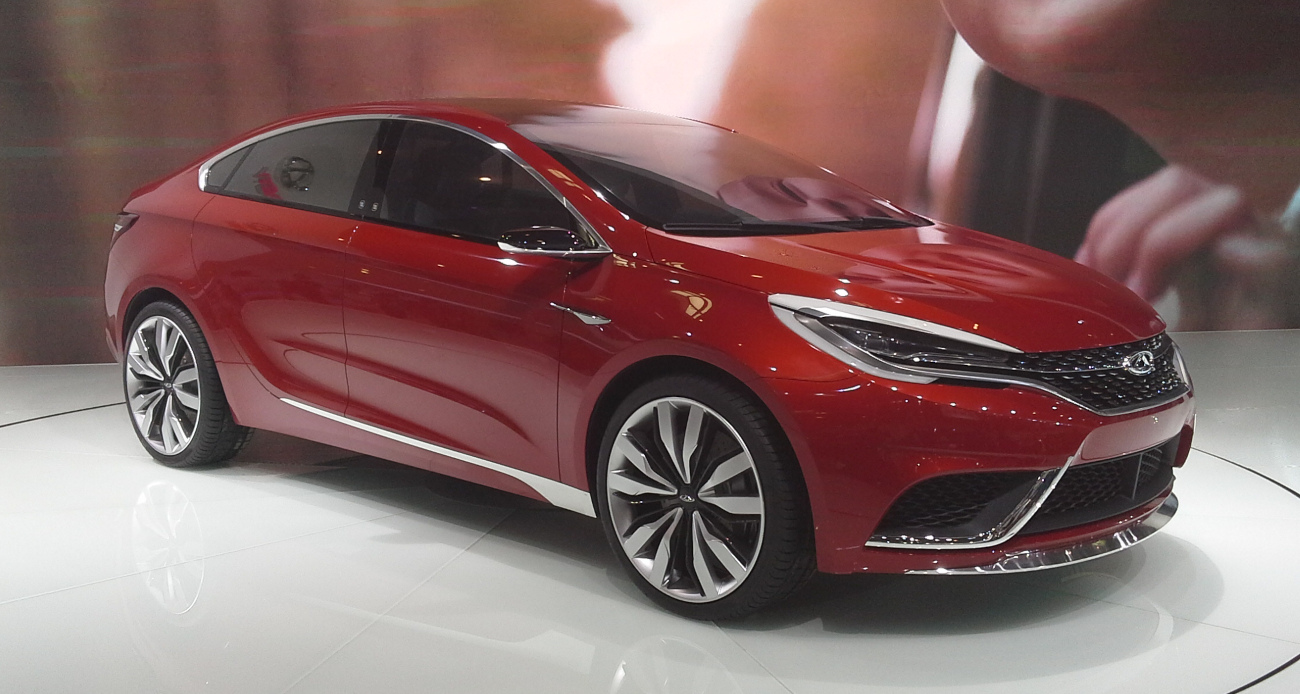
La Chery Concept α

L'Arrizo 5 è stata anticipata dalla concept car Chery Concept Alpha che ha debuttato al Salone dell'Auto di Pechino del 2014 e dalla Chery Alpha 5 svelato al Salone dell'Auto di Shanghai del 2015. La versione per la produzione in serie della berlina Arrizo 5 ha debuttato durante il Salone dell'Auto di Guangzhou 2015.

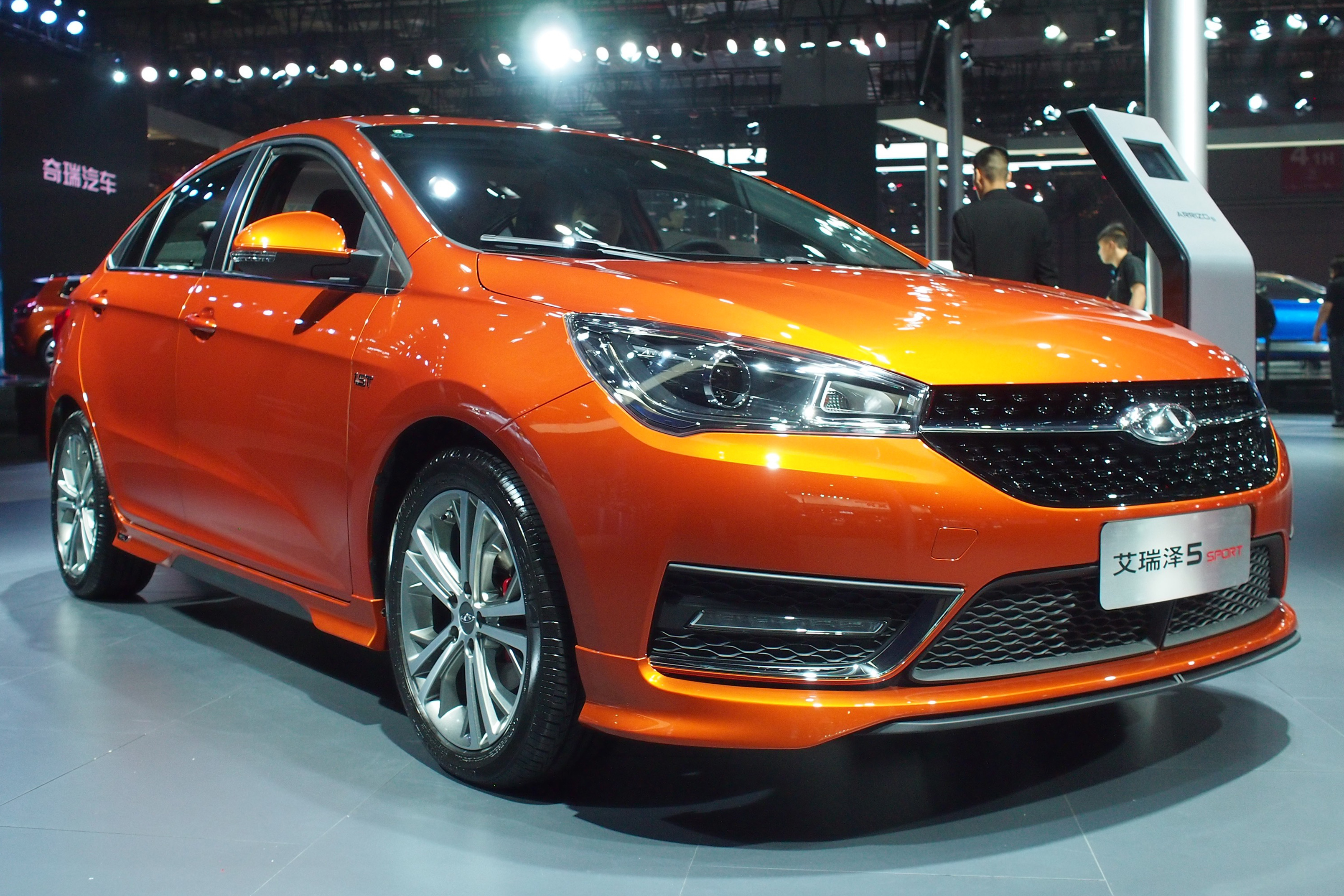
Chery Arrizo 5 Sport

L'unico motore disponibile è un quattro cilindri benzina aspirato da 1,5 litri Acteco erogante 116 CV e 148 N·m abbinato a un cambio manuale a cinque marce o a variazione continua CVT. Successivamente sono arrivate due motorizzazioni turbocompresse da 1,2 litri con 132 CV e 212 N·m e da 1,5 litri con 146 CV e 210 N·m.

### Arrizo 5 Sport
L'Arrizo 5 Sport è la variante più sportiva e ad alte prestazioni della Arrizo 5. A spingerla c'è un motore è un turbo da 1,5 litri con 107 kW (146 CV) e 210 N·m di coppia, accoppiato a un cinque velocità manuale o CVT. 
L'Arrizo 5 Sport è dotata di un kit carrozzeria che include un paraurti anteriore ridisegnato, minigonne laterali, nuovi cerchi in lega a 5 razze, pinze dei freni rosse, spoiler sul portellone posteriore e finiture interne di colore rosso.
I prezzi dell'Arrizo 5 Sport partono da 76.900 a 97.900 yuan.

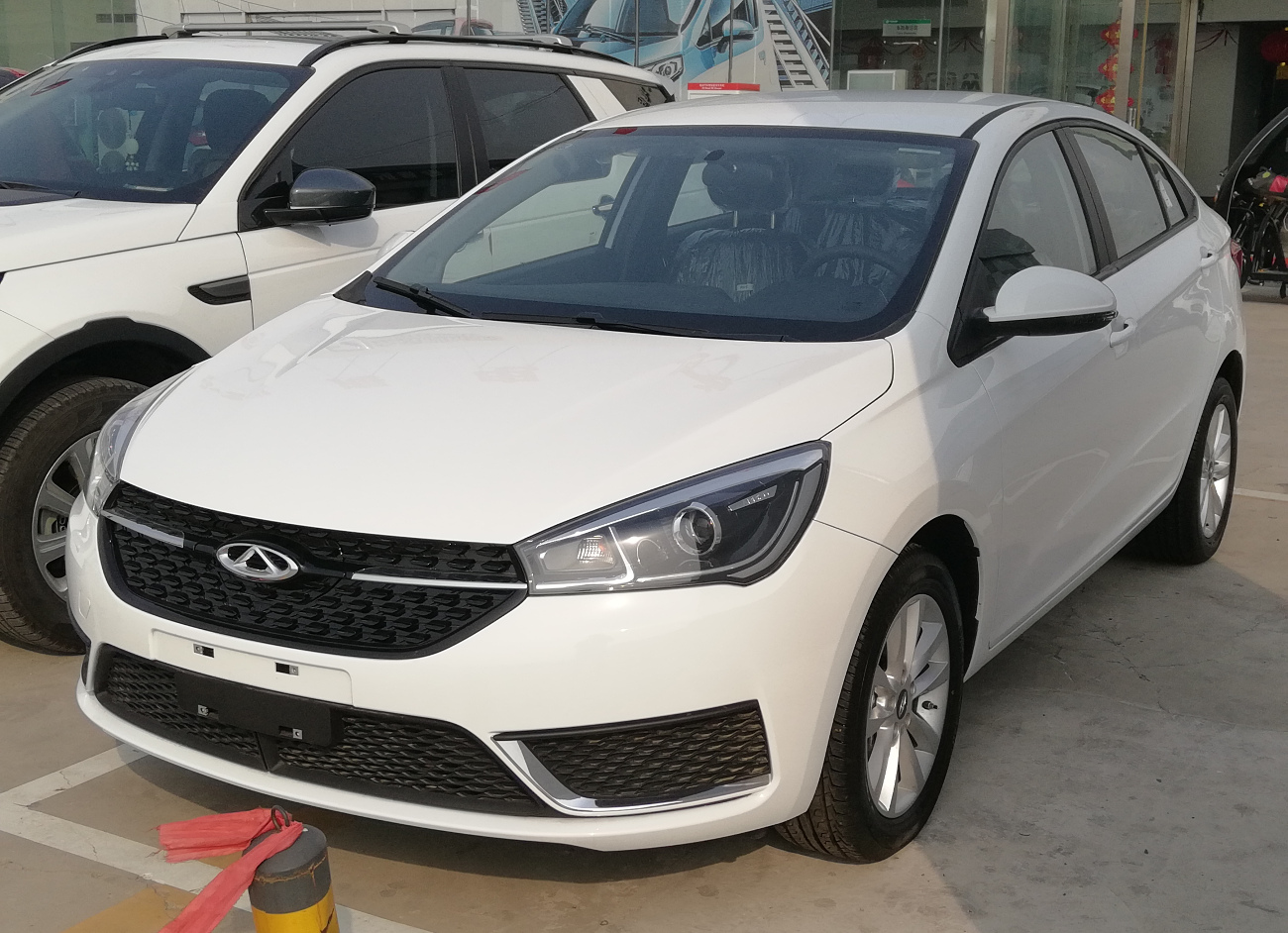
Chery Arrizo 5e

### Arrizo 5e EV
La Chery Arrizo 5e è la versione elettrica basata sulla Arrizo 5 standard, che, ha debuttato a giugno 2017. È caratterizzata da un motore elettrico sincrono a magneti permanenti erogante 129 CV (95 kW) abbinato ad un pacco batterie agli ioni di litio da 53,6 kWh che garantisce un'autonomia di 410 chilometri nel ciclo NEDC. La Arrizo 5e possiede un peso totale pari a 1580 kg.
Dal settembre del 2020 viene venduta anche la versione ribattezzata Cowin E5 EV dalla sussidiaria Cowin Auto.

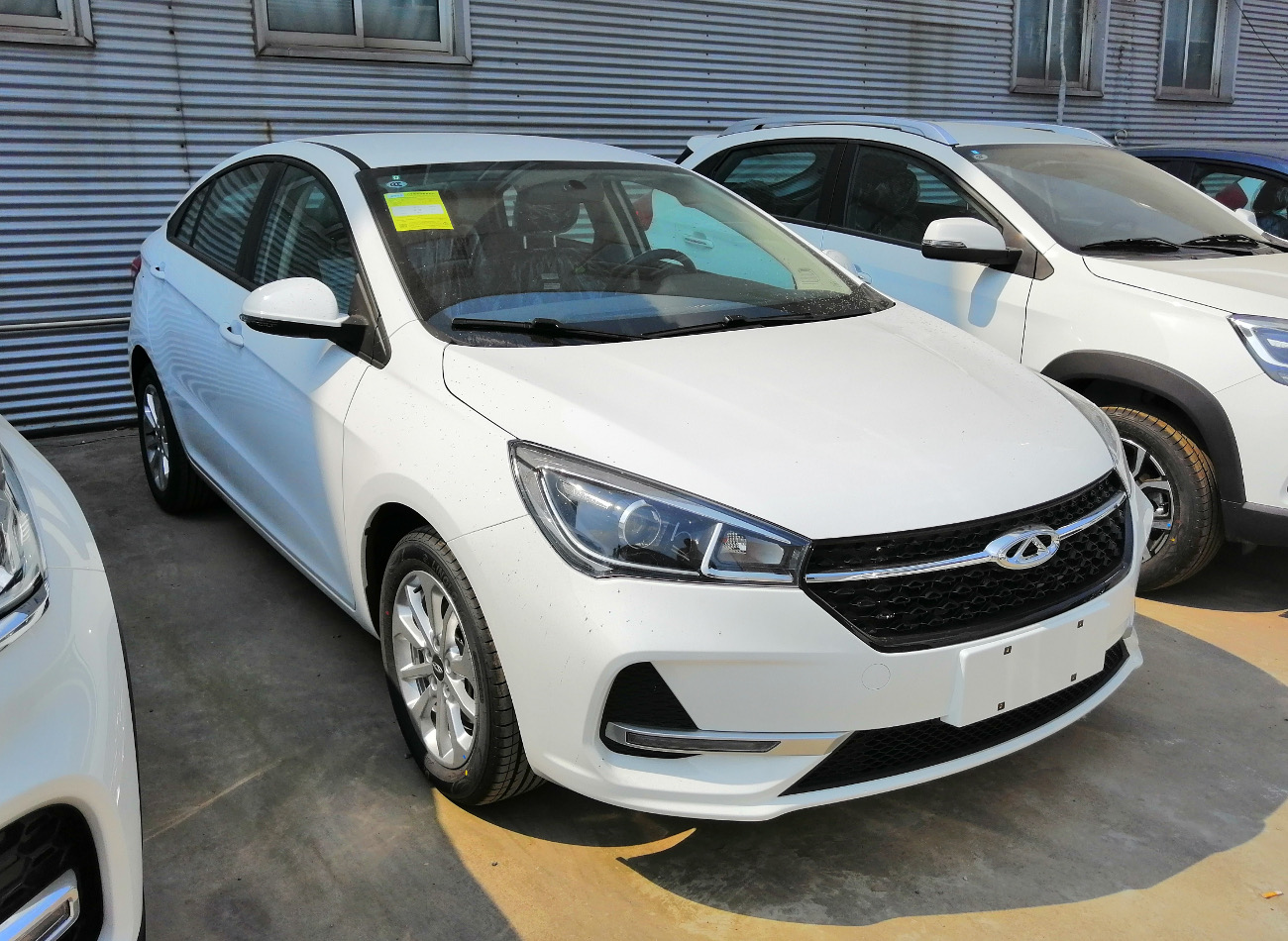
Chery Arrizo EX

### Arrizo EX
Dal 2019 al 2020 in occasione di un piccolo restyling, la vettura è stata brevemente venduta con il nome di Chery Arrizo EX. Il nome è stato nuovamente cambiato di nuovo in Arrizo 5 nel 2020.